# 1022 Olympiada
1022 Olympiada là một tiểu hành tinh vành đai chính. Nó được phát hiện bởi Vladimir Aleksandrovich Albitzky ngày 23 tháng 6 năm 1924. Tên ban đầu của nó là 1924 RT. Nó được đặt theo tên Olympic Games.